# II. Henrik kasztíliai király
II. (Trastámara) Henrik (Sevilla, 1334. január 13. – Santo Domingo de la Calzada, 1379. május 29.) kasztíliai és leóni király, aki két időszakban (1366 – 1367, 1369 – 1379) volt a királyságok első uralkodója a Trastámara-házból. II. Henrik az Ivreai-Burgundiai házból származó XI. Alfonz (1311 – 1350) kasztíliai és leóni király házasságon kívül született fia (ezért "Fattyúnak" is nevezték). I. Péter (1334 – 1369) kasztíliai és leóni királynak a féltestvére és az utóda.

## Élete és uralkodása

### Küzdelem I. Péter királlyal (1350 – 1369)
Henrik édesanyja Eleonóra (Leonor Núñez de Guzmán /1310 – 1351/), Medina Sidonia úrnője volt, aki tíz gyermeket szült kedvesének, XI. Alfonz királynak, és aki óriási befolyással rendelkezett a királyi udvarban.
Az apja Henriket már gyermekkorában Trastámara grófjává tette. Az édesanyját 1351-ben I. Péter édesanyja, Portugáliai Mária (1313 – 1357) anyakirályné, IV. Alfonz (1291 – 1357) portugál király leánya, meggyilkoltatta. Az uralkodó nevelője, tanácsadója, kegyence, a portugál származású João Afonso de Albuquerque (Juan Alfonso de Alburquerque /1305 – 1354/), Alburquerque ura nem szállt szembe a királynéval. I. Péter – állítólag – csak utólag szerzett tudomást a gyilkosságról. Henrik gróf ekkor Portugáliába menekült. A portugál uralkodó, IV. Alfonz király – I. Péter anyai nagyapja – elérte az unokájánál azt, hogy Henrik hazatérhessen. Henrik azonban a kasztíliai elégedetlenekkel összefogva, 1352-ben fellázadt I. Péter ellen, az öccsével, Tellóval (1337 – 1370) együtt. I. Péter leverte a felkelést, de meg kellett bocsátania a féltestvéreinek.
I. Péter 1353. június 3-án házasságot kötött Bourbon Blanka (1339 – 1361) hercegnővel. A házasság megkötését botrány követte: A házasságot nem hálták el, továbbra is María de Padilla (1334 körül – 1361) kasztíliai nemes hölgy (akit – később, 1362-ben tett kijelentése szerint – I. Péter már korábban feleségül vett) maradt a király a kedvese. A király Blankát – tulajdonképpen fogolyként – Arévalo várába küldte, az anyakirálynét pedig haza, Portugáliába. A történtek miatt Albuquerque felháborodottan szakított a királlyal, sőt, ezek után - tartva a királytól - Portugáliába ment. A birtoka, Alburquerque városa, ellenállt a király támadásának, a visszavonuló uralkodó - Henrik gróffal és ikertestvérével, Frigyessel (1333/1334/ - 1358), a Szent Jakab Lovagrend nagymesterével - hiába ostromoltatta a várost. I. Péter – átmenetileg elhidegülve María de Padillától – 1354. tavaszán házasságot kötött Juana de Castro (? – 1374) galíciai nemes hölggyel, elérte azt, hogy két kasztíliai püspök is tanúsította, érvénytelen volt a Blankával kötött házassága. A házasságkötéssel szinte egyidejűleg tudta meg I. Péter azt, hogy Henrik és ikertestvére, Frigyes, megegyezve a Portugáliából visszatért Albuquerquével, ellene fordultak. Tello, az öccsük, valamint más kasztíliai elégedetlenek is csatlakoztak hozzájuk. I. Péter a felkelők ellen indult, és elhagyta Juana de Castrót, akihez már soha nem tért vissza, ismét María de Padilla lett a király kedvese. A király Blankát Toledóba vitette, és María de Padilla rokonának az őrizetére bízta. A város polgárai, és az itt élő nemesek körében azonban felháborodást keltett Blanka sorsa (és a király eljárása); Toledo fellázadt a király ellen. Albuquerque, aki a felkelés vezérének volt tekinthető, 1354. októberben meghalt, állítólag I. Péter megmérgeztette. A felkelők azonban, még 1354-ben, győztek. A Portugáliából szintén visszatért Mária anyakirályné, aki Toro várát uralta, és ahol I. Péter a kincseit őriztette, ugyanis - a fiával szemben - a felkelők oldalára állt. A küzdelem ezzel eldőlt, I. Péter megadta magát, és Frigyes őrizetébe került. A felkelők győzelme azonban csak átmeneti, tiszavirág életű siker volt. A királynak hamarosan, még 1354. decemberben, sikerült megszöknie; állítólag a féltestvérei közül Tello segített is neki a szökésben. I. Péter Segoviába ment, és a hatalmat ismét magához ragadta.
Az 1355-ös esztendő interdiktumot hozott Kasztíliának. A pápa egyházi átokkal sújtotta I. Pétert, María de Padillát, Juana de Castrót, és támogatóikat. Az egyházi átok nem hozta meg a kívánt eredményt. I. Péter bosszúhadjáratot indított az előző évi felkelés résztvevői ellen, 1355. májusban visszafoglalta a lázadóktól Toledót. Blanka továbbra is fogságban maradt. Henrik grófnak sikerült elmenekülnie (megoszlanak a források adatai, hogy 1355-ben, vagy csak 1356 elején). Henrik - a Blankával való bánásmód miatt - a királyra neheztelő franciákhoz menekült, de felesége, Johanna Mánuel (1339 – 1381) hercegnő, I. Péter fogságába esett, akárcsak Henrik ikertestvére, Frigyes. Ezek után - 1356. januárban - Mária anyakirályné kénytelen volt a körülzárt Toro várát feladni a fiának, aki őt végleg visszaküldte Portugáliába; az 1354. évi felkelés ezzel teljesen elbukott.
I. Péter 1356-ban megtámadta Aragóniát, mert IV. Péter (1319 – 1387) aragóniai király (Barcelonai-ház) nem volt hajlandó kiadni az Aragóniába menekült kasztíliaiakat. A „két Péter háborújának” nevezett harcok – amelyek a királyságok határvidékeinek kölcsönös feldúlásával kezdődtek – megszakításokkal ugyan, de 1369-ig tartottak. IV. Péter Franciaországból Aragóniába hívta Henrik grófot, aki a király szolgálatába szegődött; Henrik feleségének, Johanna Mánuelnek, pedig sikerült a fogságból megszöknie.
1359. júniusban, Barcelona előtt, a IV. Péter király, valamint Bernardo de Cabrera (? – 1368), Osona grófja, és Hugo Folch de Cardona (1328 – 1400), Cardona grófja vezérelte aragóniai hajóhad legyőzte a kasztíliai flottát, amelynek fővezére Egidio Boccanegra (? – 1367), genovai születésű hajós, Kasztília tengernagya; míg parancsnokai García Álvarez de Toledo (? - 1370), a Szent Jakab Lovagrend nagymestere, Diego García de Padilla (? - 1368), a Calatrava Lovagrend nagymestere, és Pero (Pedro) López de Ayala (1332 - 1407) (a korszak kiváló történetírója) voltak. 1359. szeptemberben a Henrik gróf vezette aragóniai sereg Araviana mellett legyőzte a Juan Fernández de Hinestrosa (? – 1359) vezette kasztíliai sereget, a csatában kapott sebeibe a kasztíliai vezér belehalt. I. Péter ezért még 1359-ben kivégeztette Jánost és Pétert, Henrik grófnak és Tellónak az öccseit, akik már évek óta a király fogságában raboskodtak (Frigyest már 1358-ban meggyilkoltatta). 1360. április 24-én Henrik gróf az első nájerai csatában viszont vereséget szenvedett az I. Péter irányította kasztíliai seregtől, és elmenekült.
A két király 1361-ben, pápai legátus, Guillaume de La Jugie (1317 – 1374) kardinális közreműködésével, békét kötött. IV. Péter ekkor feladta Henrik gróf támogatását, aki visszatért Franciaországba.
Az Aragóniával kötött béke nem bizonyult tartósnak, már 1363-ban kiújultak a harcok Kasztília és Aragónia között. IV. Péter ezért Henrik grófot már 1363-ban visszahívta Franciaországból, akivel Monzónban szövetséget kötött. Megállapodtak abban, hogy I. Pétert megfosztják a tróntól, és Henrik gróf lesz az új kasztíliai király. IV. Péter féltestvére, Aragóniai Ferdinánd (1329 – 1363) infáns felháborodott mind a megállapodáson, mind a mellőzésén. IV. Péter ezért elhatározta az elfogatását, ám az infáns ellenállt, és az összecsapásban Henrik gróf emberei megölték őt.
1366-ban, tavasszal, fordulat következett be a háborúban: Henrik gróf a híres francia hadvezér, Bertrand du Guesclin (1320 körül – 1380) vezette zsoldossereggel bevonult Kasztíliába. Kitört az első kasztíliai polgárháború, Henrik gróf és I. Péter között. 1366 márciusában Calahorrában Henrik grófot Kasztília és León királyává kiáltották ki, II. Henrik néven, majd Burgosban meg is koronázták. Ő volt a Trastámara-ház első uralkodója.
II. Henrik hívei hatásos pletykákat terjesztettek el. Egyrészt azt híresztelték, hogy Granada mór uralkodója segítséget akar adni I. Péternek, sőt a király át akar térni az iszlámra, másrészt azt, hogy az uralkodó valójában nem is XI. Alfonz király és Mária királyné fia, mivel az „igazi” I. Péter meghalt csecsemőkorában és egy zsidó származású kisfiút csempésztek a helyére, ezek azonban kitalált történetek voltak.
I. Péter elmenekült Kasztíliából, először Portugáliába akart távozni. I. Péter (1320 – 1367) portugál király (Burgundiai-ház) azonban nem fogadta be a kasztíliai uralkodót. Ezért I. Péter az akkor zajló százéves háborúban az angolok uralta dél-franciaországi tartományba, Guyenne-be ment tovább. 1366. szeptemberben, Libourne városában, megállapodott a Plantagenêt-házból származó Eduárd (1330 – 1376) walesi herceggel, III. Eduárd (1312 – 1377) angol király fiával – a kitűnő hadvezérrel, akit Fekete Hercegnek is neveztek – a segítségnyújtásról. I. Péter a következő évben (1367-ben) angol segítséggel vissza is tért Kasztíliába, és 1367. április 3-án, a második nájerai csatában, a Fekete Herceg és I. Péter vezette zsoldosok diadalmaskodtak II. Henrik felett, maga du Guesclin is az angolok fogságába esett, de később – váltságdíj ellenében – kiszabadult. II. Henrik ismét Franciaországba menekült. (I. Péter fogságába esett II. Henrik öccse, Sancho (1342 – 1374), Alburquerque grófja is, akinek az életét I. Péter megkímélte.) I. Péter nem fizette ki a megállapodás szerinti zsoldot, az angol katonák erőszakoskodtak a helyiekkel, végül a Fekete Herceg a seregével – még 1367-ben, ősszel – kivonult Kasztíliából.
II. Henrik közben elnyerte a Valois-házbeli jeles francia királynak, V. Károlynak (1337 – 1380), és a pápának a támogatását; a klérus egyre nagyobb része elfordult I. Pétertől. II. Henrik új sereggel, 1368-ban, visszatért Kasztíliába, és mind a nemességnek, mind a városoknak, valamint a papságnak egyre nagyobb része melléje állt. Csatlakozott Henrikhez az öccse, Tello; és a fogságból kiszabadult du Guesclin is. A következő év tavaszán, 1369. március 14-én, II. Henrik és du Guesclin Montiel mellett döntő győzelmet arattak I. Péter felett, aki a várba menekült. Pár nappal a vesztes csata után I. Péter éjszaka, titokban, el akarta hagyni a várat, azonban fogságba esett, és du Guesclinhez kísérték. Megjelent II. Henrik, szóváltás alakult ki a két király között, és II. Henrik leszúrta I. Pétert. II. Henrik ezzel végleg megszerezte Kasztília (és León) trónját, bekövetkezett a dinasztiaváltás, az Ivreai-Burgundiai házat a Trastámara-ház váltotta fel. Véget ért a kasztíliai polgárháború, és az I. Péter kezdte kasztíliai–aragóniai háború is.

### Egyedül Kasztília és León trónján (1369 – 1379)
A trón megvédése végett II. Henriknek kétszer is háborúznia kellett a portugálok ellen. I. Ferdinánd (1345 – 1383) portugál király ugyanis – rokoni kapcsolatokra hivatkozással – igényt tartott a kasztíliai trónra.
I. Ferdinánd már 1369-ben felhívást intézett kasztíliai városokhoz, kérve trónigényének támogatását. Úgy tűnt, a királyság Galícia tartománya támogatná is őt, ezért I. Ferdinánd csapatokat küldve Galíciába, kirobbantotta az első háborút, Portugália és Kasztília között. II. Henrik azonban gyors ellencsapással válaszolt, Guimaraes portugál város ostromába kezdett, és I. Ferdinándnak ezért vissza kellett vonnia a csapatainak egy részét.
Azonban, még 1369. nyarán, egy kasztíliai menekült, Juan Focín (? –?) vezérelte hajóhad, amelyhez csatlakozott a Lançarote Pessanha (1330 körül – 1384) portugál tengernagy parancsnoksága alatti flotta is, blokád alá vette Sevillát, Kasztília legfontosabb kikötőjét. II. Henrik serege 1370-ben tovább folytatta a harcot, a még Kasztíliában maradt portugál erők ellen. A háborúban döntő fordulat azonban csak akkor következett be, amikor a kasztíliai hajóhad legyőzte a portugált. 1370 augusztusában, Ambrosio Bocanegra (Boccanegra) (? – 1374), genovai származású hajós, Kasztília tengernagya vezérletével, a kasztíliaiak az andalúz partokról ki tudtak hajózni a nyílt tengerre, mert a portugálok szabadon hagyták Sanlúcar de Barrameda kikötőjét. A portugálok arra gondoltak, a kihajózó kasztíliaiak majd csatába bocsátkoznak ellenük, de ők fognak győzni. A tengernagy ekkor azonban elkerülte az ütközetet, északra, a kantábriai partokra hajózott, ahonnan megerősítve visszatért Andalúziába. A portugál flotta két tűz közé került, a kasztíliai hajóhadnak a Sevillában maradt része, és a Bocanegra vezérletével visszatért része közé. Sanlúcar de Barrameda előtt tengeri ütközet alakult ki: A portugál tengernagy számára nem maradt más lehetőség, mint áttörve a kasztíliai hajóhad két része között, haza vitorlázzon. A tengernagynak ez sikerült, ennek ellenére a csata a kasztíliaiak győzelmét hozta, öt portugál hajót is elfogtak. Ez a győzelem kedvező feltételeket teremtett a kasztíliai uralkodó részére, a portugál királlyal való tárgyalásokhoz. II. Henrik és I. Ferdinánd, 1371. március 31-én, Alcoutim városában, békét is kötöttek; a portugál uralkodó e szerződésben lemondott a kasztíliai korona iránti követeléséről.
A következő évben azonban újabb háború tört ki Kasztília és Portugália között. I. Ferdinánd ugyanis 1372. júliusban, Tagilde városában, szövetséget kötött a Plantagenêt-házból származó John of Gaunttal (1340 – 1399), Lancaster hercegével, III. Edward angol király fiával. A herceg azért támasztott igényt a kasztíliai trónra, mert – 1371. szeptemberben – feleségül vette Konstanciát (1354 – 1394), I. Péternek María de Padillától (1334 körül – 1361) született, idősebbik leányát. Az angol herceg számára azonban nem voltak a legjobbak az előjelek: Az ekkor zajló százéves háborúban, még 1372. júniusban, La Rochelle előtt, Ambrosio Bocanegra tengernagy kasztíliai hajóhada – a franciákkal szövetségben – nagy győzelmet aratott a John Hastings (1347 – 1375), Pembroke második earl-je vezérelte angol flotta felett. (Az angol parancsnok fogságba is esett; és végül francia fogságban halt meg.) A kasztíliai – és francia – győzelemben kivívásában, a tengernagyon kívül, Ruy Díaz de Rojasnak (1345 körül – 1378), II. Henrik egy másik kiváló hajósának is jelentős szerepe volt.
II. Henrik pedig, I. Ferdinánd királynak és Jánosnak, Lancaster hercegének a szövetségkötésére, gyors választ adott: Csapatai betörtek Portugáliába, 1373 elején már Lisszabon előtt álltak. Azonban ez a háború is a tengeren dőlt el: 1373. március elején, Ambrosio Bocanegra a kasztíliai flottával, Lisszabon partjai előtt, gyors győzelmet aratott a Lançarote Pessanha tengernagy vezérelte portugál hajóhad ellen. Ez után, napokon belül, még 1373. márciusban, Santarém városában, I. Ferdinánd és II. Henrik békét kötöttek, befejeződött a portugál király kezdte második háború is. A két uralkodó a békekötést, a megállapodásuknak megfelelően, házasságkötésekkel „pecsételte meg”. II. Henrik öccse, Sancho, Alburquerque grófja, 1373-ban feleségül vette I. Ferdinánd féltestvérét, Beatrixet (1347 körül - 1381), I. Péter királynak és Inês de Castrónak (1320/1325 – 1355) a leányát. II. Henrik házasságon kívül született fia, Alfonz Henrik (Alfonso Enríquez) (1355 – 1395), Noreña grófja, pedig - 1375-ben - feleségül vette Izabellát (1364 – 1435), Viseu úrnőjét, I. Ferdinánd - szintén házasságon kívül született - leányát.
II. Henrik erélyes uralkodó volt, helyreállította a polgárháborúban felbolydult királyságok rendjét, biztosítva országainak a belső békéjét. A források szerint azonban II. Henrik volt az első spanyolországi uralkodó, aki az antiszemitizmust politikai eszközként felhasználta, és ezzel hozzájárult a spanyol inkvizíció által a következő évszázad második felében, illetve annak vége felé folytatott zsidóüldözéséhez.

## Házassága és gyermekei
II. Henrik felesége Johanna Mánuel (Juana Manuel de Villena y Núñez de Lara) volt, Villena hercegnője.
II. Henriknek a házasságából született gyermekei:
- János (1358 – 1390) infáns, aki I. János néven az apja utóda lett.
- Eleonóra (1362 –1415) infánsnő, navarrai királyné, III. (Nemes) Károly (1361 – 1425), Navarra királyának (Évreux-ház) a felesége lett.
- Johanna (1367 – 1374) infánsnő.

II. Henrik több, házasságon kívüli gyermeke született:
Elvira Íñiguez de la Vegától (? - ?):
- Alfonz (1355 – 1395), Noreña grófja.
- Johanna (1357? – ?).

Beatriz Ponce de León y Jéricától (1352 előtt? – 1385 után?):
- Frigyes (1360? – 1394), Benavente hercege.
- Beatrix (1350? – 1409).

Leonor Álvareztől (? – ?):
- Eleonóra (? – 1409 után).

Ismeretlen hölgytől (avagy Elvira Íñiguez de la Vegától):
- Konstancia (1350 körül –?).

Beatriz Fernández de Angulótól (? – ?):
- Ferdinánd (1365 – 1438), Alcáçovas ura.
- Mária (1375 – 1393?).

Juana de Sousától (? – ?):
- Henrik (1378 – 1404), Medina Sidonia hercege.

Ismeretlen hölgytől:
- Péter (? – 1366).

Juana de Cárcamótól (? - ?) (avagy ismeretlen anyától):
- Izabella (? – 1419).

Juana de Cárcamótól (? - ?) (avagy Beatriz Ponce de León y Jéricától ):
- Ágnes (? – 1443).

Juana de Cifuentestől (? – ?):
- Johanna (1360? –?).[14]